# Standing on the Verge of Getting It On
Albums de Funkadelic
Cosmic Slop
(1973) Let's Take It to the Stage
(1975)
Standing on the Verge of Getting It On est le sixième album de Funkadelic sorti chez Westbound Records en 1974.

## Liste des morceaux
1. Red Hot Momma (Bernie Worrell, George Clinton, Eddie Hazel) - 4:54
2. Alice in My Fantasies (Clinton, Hazel) - 2:26
3. I'll Stay (Clinton, Hazel) - 7:16
4. Sexy Ways (Clinton, Hazel) - 3:05
5. Standing on the Verge of Getting It On (Clinton, Hazel) - 5:07
6. Jimmy's Got a Little Bit of Bitch in Him (Clinton, Hazel) - 2:33
7. Good Thoughts, Bad Thoughts (Clinton, Hazel) - 12:30